# Fjord de Roskilde
Le fjord de Roskilde est un fjord situé dans l'est du Danemark, sur l'île du Seeland. C'est une branche de l'Isefjord.

## Histoire
Vers l'an 1000, les habitants de Roskilde décidèrent de couler un certain nombre de leurs navires dans le fjord afin de d'empêcher les Vikings d'entrer et de piller leur village. Initialement cinq embarcations ont été découvertes ; à la suite de l'agrandissement du musée des navires vikings de Roskilde, neuf autres l'ont été.